# Adjoua Triphène Kouamé
Pour les articles homonymes, voir Kouamé.
Adjoua Triphène Kouamé (née le 23 mars 1993) est une athlète ivoirienne, spécialiste du sprint.

## Carrière
Aux Championnats d'Afrique d'athlétisme 2014, elle est médaillée d'argent du relais 4 × 100 mètres. Elle est médaillée de bronze de ce relais aux Jeux africains de 2015.